# Uecker

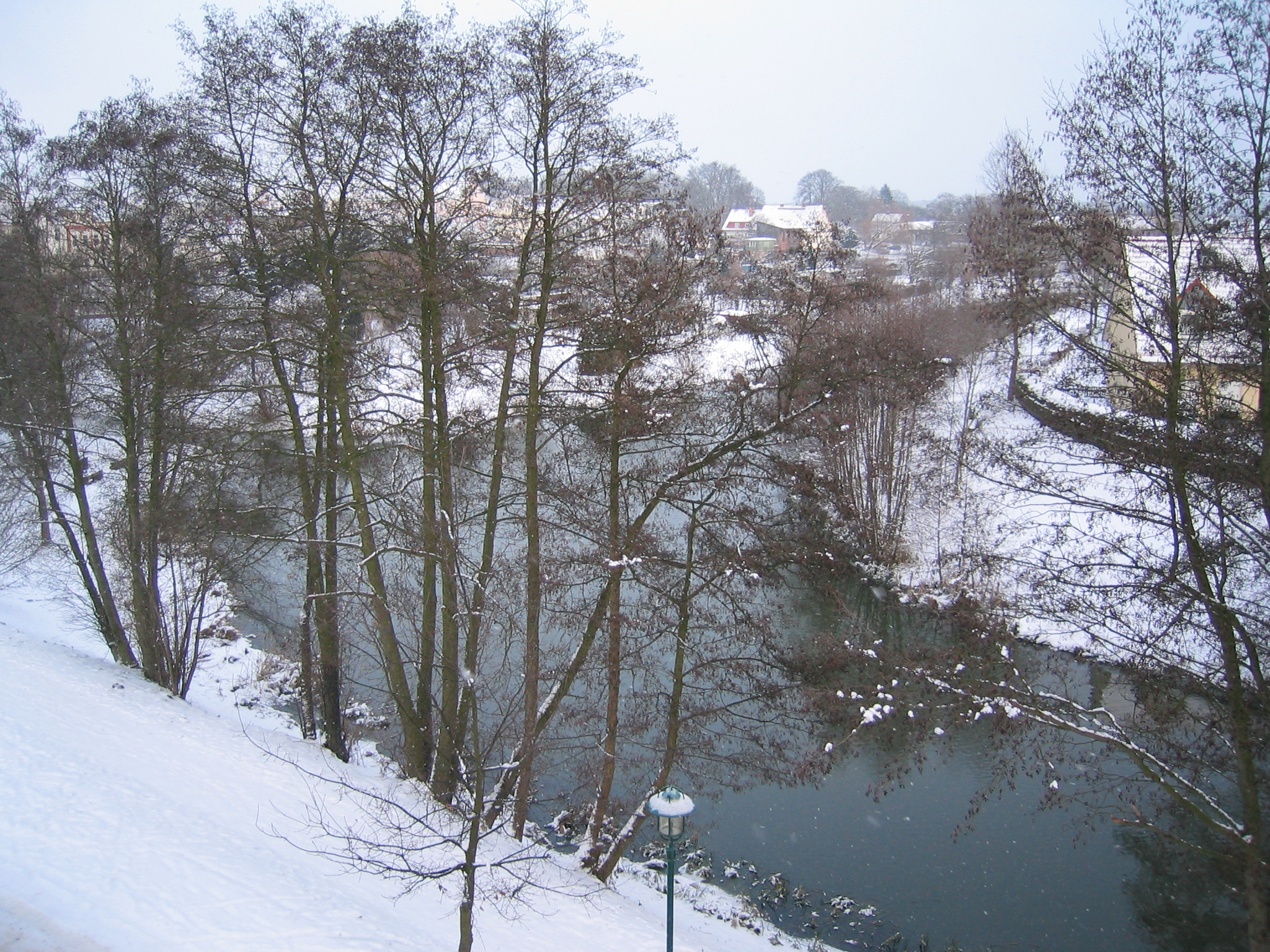
The Ucker gần Torgelow

Uecker ([ ˈʏkər ]) hoặc Ucker  là một con sông ở vùng Brandenburg(Đông Bắc) nước Đức, nơi nó được gọi là Ucker và Mecklenburg-Vorpommern. Nguồn của nó nằm ở quận Uckermark, gần làng Alt- Temmen.Chảy theo hướng Bắc qua Hồ Oberuckersee, Mollensee và Unteruckersee, nơi có thị trấn cổ Prenzlau. Gần ngôi làng nhỏ Nieden (biên giới giữa Brandenburg và Vorpommern), Ucker đổi tên thành Uecker. Nó chảy xa hơn về phía Bắc qua các Thị Trấn Pasewalk và Torgelow, và vượt qua Eggesin ở vị trí bên trái. Nơi đây, dòng sông Randow chảy vào Uecker. Ở Ueckermünde, Uecker chảy vào đầm Szczecin, kết nối với biển Baltic qua ba eo biển Peenestrom, Świna và Dziwna.
Cái tên "Uecker" có nguồn gốc ở Polabian từ vikru / vikrus, có nghĩa là "nhanh". Uecker đặt tên cho khu vực lịch sử Uckermark gồm 2 quận là Uckermark và Uecker-Randow.